# Operación Panzer
La Operación Panzer fue una trama neonazi investigada y desmantelada por la Guardia Civil en 2005. Según la Fiscalía el grupo justificaba el Tercer Reich, alentaba el odio por inmigrantes y homosexuales, divulgaba el nacionalismo y funcionaba como una banda de crimen organizado, vendiendo armas de todo tipo y planeando robos y asaltos. Fueron detenidos un grupo de 18 fascistas y neonazis y se incautó un gran arsenal de armas y símbolos nazis. 

## Origen
Se cree que la red nació en Silla, Valencia y que se desplegaba operando bajo una organización autodenominada Frente Anti Sistema (FAS) de Valencia. La organización de ideología neonazi tuvo actividad desde el 2003 hasta el 2005, cuando fue desarticulada por la Guardia Civil. 
El grupo se dedicaba a hacer asesinatos de militantes de izquierdas, musulmanes, personas de etnia gitana, Latin Kings e inmigrantes, a la venta de armas, al robo y el asalto y a la divulgación de ideas ultraderechistas por internet. A través de varias páginas de internet, el FAS divulgaba su ideario nazi y enlazaba con otras páginas con contenido racista o de venta ilegal de armas, con la que se financiaban, que también eran gestionadas por miembros del grupo. 
Tenían relación directa con los partidos de ultraderecha Alianza Nacional, con quien compartía sede, y con España 2000.

## La operación
El primer paso de la Operación Panzer fue el septiembre de 2005, cuando se detuvieron 22 miembros del FAS y se registraron su sede y otros locales en busca de armas ilegales. 
Se incautó un gran arsenal de armas, entre ellas ballestas, puños americanos, un bazuca, muchas de ellas provenientes del ejército español. Además se requisaron un gran número de símbolos nazis, brazaletes con esvásticas, dagas nazis, moldes para producir hebillas de las SS. 
Meses más tarde se involucró a 5 personas más, teniendo 27 imputados en total. Más tarde la lista de imputados se redujo a 18, considerando que algunos no tenían relación directa con la trama . Se confirmó que entre los detenidos había militares del ejército español y que también se encontraba Pedro Cuevas, asesino de Guillem Agulló, joven antifascista asesinado en Montarejos en 1993.

## Juicio
En 2014 se absolvió a todos los imputados cuando la Audiencia Provincial de Valencia decidió anular las intervenciones telefónicas que se aportaron como prueba contra los 18 miembros de la organización. Se considera que toda la investigación derivó de esas grabaciones y que estas no estaban fundadas en el momento en que se dio la orden. En las grabaciones, según el diario El País, “se podía escuchar a los acusados hablar de realizar batidas y cacerías de “moros” y “guarros” y comentarios parecidos contra colectivos homosexuales, ecuatorianos, entre otros”.
Según la fiscalía, la razón principal por la que se intervinieron dichas grabaciones no era fundada ya que “la investigación nació por la existencia de dos páginas web que vendían armas prohibidas, no ilegales. "Es decir, armas cuya tenencia no está inicialmente penada". La investigación se inicia por una actividad "no tipificada como delictiva con fines puramente prospectivos quebrando así cualquier proporcionalidad exigible por la ley".

## Actualidad
En 2017 José Andrés Orts consiguió que el Estado lo indemnizará por destruir su arsenal de armas en la operación Panzer. En 2005 cuando la Guardia Civil entró en su domicilio de Valencia se encontró más de treinta armas y munición, entre ellas rifles, escopetas y un casco nazi, reclamaba 16.531 euros. El Poder Judicial reconoció el error de la Guardia Civil de Valencia al destruir las armas por un “despiste” en octubre de 2013, cuando el Caso Panzer aún no estaba cerrado.
Poco después de ser absueltos Juan Manuel Soria Monfort, camarada de Pedro Cuevas en el asesinato de Agulló, se convirtió en el dirigente de Alianza Nacional partido al que se traspasó parte de la militancia de la ya desarticulada FAS. Soria constaba que el local de la FAS seguía abierto y la militancia siguió, ahora en Alianza Nacional.
En la actualidad algunos de los imputados en la trama Panzer han sido acusados de otros cargos en relación a actividades ilegales, por ejemplo Orts que ha sido acusado por abuso sexual y malos tratos.